# 首都高速神奈川1号横羽線
首都高速神奈川1号横羽線（しゅとこうそくかながわ1ごうよこはねせん）は、東京都大田区の高速大師橋北詰から、神奈川県横浜市中区石川町ジャンクションへ至る首都高速道路の路線で、正式路線名は神奈川県道147号高速横浜羽田空港線である。なお、高速大師橋北詰-羽田出入口間の「東京都道147号高速横浜羽田空港線」は、首都高速1号羽田線の一部となっている。

## 概要
国道1号・国道15号の慢性的な交通渋滞の緩和を目的として、東京方面と横浜港の中心部（現在の横浜みなとみらい21地区周辺）を結ぶ路線として建設された。
接続する1号羽田線とともに、かつては東京と横浜両都市の都心を結ぶ唯一の自動車専用道路であった。そのため、交通量が非常に多く渋滞も頻発していた。その後、海岸寄りにバイパス道路の首都高速湾岸線が開通し交通量も分散されたため、渋滞は以前と比べ幾分減少した。それでも、平日の通勤時間帯は交通量も多く、また片側2車線ということもあり、流れが滞るところもしばしばある。

## 出入口など
- 路線名の特記がないものは市道。

| 出入口 番号                    | 施設名             | 接続路線名                                                  | 起点 から (km)       | 備考 | 所在地        | 所在地        | 所在地        |
| ------------------------------ | ------------------ | ----------------------------------------------------------- | -------------------- | --- | ------------- | ------------- | ------------- |
| 羽田線 平和島・浜崎橋方面      |                    |                                                             |                      | |               |               |               |
| 150                            | 羽田出入口         | 東京都道311号環状八号線（環八通り）                         | 0.0                  | 羽田出入口は羽田線の出入口 | 東京都 大田区 | 東京都 大田区 | 東京都 大田区 |
| 羽田線接続部（高速大師橋北詰） |                    |                                                             |                      | |               |               |               |
| 151                            | 大師出入口         | 東京都道・神奈川県道6号東京大師横浜線（産業道路）           | 0.4                  | 羽田・銀座方面出入口 | 神奈川県      | 川崎市 川崎区 | 川崎市 川崎区 |
| -                              | 大師TB 大師PA      | -                                                           | 0.5                  | | 神奈川県      | 川崎市 川崎区 | 川崎市 川崎区 |
| 152A                           | 大師出入口 大師JCT | 川崎線 国道409号                                            | 0.7                  | 横浜方面出入口 | 神奈川県      | 川崎市 川崎区 | 川崎市 川崎区 |
| 153                            | 浜川崎出入口       | 東京都道・神奈川県道6号東京大師横浜線（産業道路）           |                      | 羽田・銀座方面出入口 | 神奈川県      | 川崎市 川崎区 | 川崎市 川崎区 |
| 152                            | 浅田出入口         | 東京都道・神奈川県道6号東京大師横浜線（産業道路）           |                      | 湾岸線・横浜公園方面出入口 | 神奈川県      | 川崎市 川崎区 | 川崎市 川崎区 |
| 155                            | 汐入出入口         | 東京都道・神奈川県道6号東京大師横浜線（産業道路）           |                      | 羽田・銀座方面出入口 | 神奈川県      | 横浜市        | 鶴見区        |
| -                              | 生麦JCT            | 横浜北線 岸谷生麦・横浜港北方面 大黒線 湾岸線・大黒ふ頭方面 | 9.1                  | | 神奈川県      | 横浜市        | 鶴見区        |
| 154                            | 生麦出入口         | 東京都道・神奈川県道6号東京大師横浜線（産業道路）           | 9.7                  | 横浜公園・横浜新道方面出入口 | 神奈川県      | 横浜市        | 鶴見区        |
| 157                            | 守屋町出口         | 守屋町方面/恵比須町方面                                     |                      | 羽田・銀座方面からの出口のみ | 神奈川県      | 横浜市        | 神奈川区      |
| 159                            | 子安出入口         | 新子安・国道15号第一京浜方面                                |                      | 羽田・銀座方面出入口 | 神奈川県      | 横浜市        | 神奈川区      |
| 160                            | 子安出入口         | 新子安・国道15号第一京浜方面                                |                      | 横浜公園・横浜新道方面出入口 | 神奈川県      | 横浜市        | 神奈川区      |
| 161                            | 東神奈川出入口     | 国道15号第一京浜                                            |                      | 羽田・銀座方面出入口 | 神奈川県      | 横浜市        | 神奈川区      |
| 162                            | 東神奈川出入口     | 国道15号第一京浜                                            |                      | 横浜公園・横浜新道方面出入口 | 神奈川県      | 横浜市        | 神奈川区      |
| -                              | 金港JCT            | 三ツ沢線 E83 横浜新道・E83 第三京浜方面                     |                      | | 神奈川県      | 横浜市        | 神奈川区      |
| -                              | 金港JCT            | 三ツ沢線 E83 横浜新道・E83 第三京浜方面                     | 西区                 | | 神奈川県      | 横浜市        |               |
| 164                            | 横浜駅東口出入口   | 国道1号                                                     |                      | 横横道路方面出入口 入口はETC専用 | 神奈川県      | 横浜市        |               |
| 165                            | みなとみらい出入口 | 国際会議場方面 桜木町方面                                   |                      | 第三京浜方面出入口 | 神奈川県      | 横浜市        |               |
| 166                            | みなとみらい出入口 | 国際会議場方面 桜木町方面                                   |                      | 横横道路方面出入口 | 神奈川県      | 横浜市        |               |
| -                              | 緑町ランプ         | 横浜博覧会会場方面                                          |                      | 横浜博覧会会期中の1989年に設置され、さくら通りに接続していた。 本線からの分岐部・料金所などは、みなとみらい出入口に流用されている。 | 神奈川県      | 横浜市        |               |
| -                              | 桜木町TN           | -                                                           |                      | 危険物積載車両通行禁止 | 神奈川県      | 横浜市        | 中区          |
| 167                            | 横浜公園出入口     | 市庁方面/県庁・大桟橋方面                                   |                      | 第三京浜方面出入口 | 神奈川県      | 横浜市        | 中区          |
| 168                            | 横浜公園出口       | 関内・中華街・桜木町方面                                    | 湾岸線方面からの出口 | | 神奈川県      | 横浜市        | 中区          |
| -                              | 石川町JCT          | 狩場線                                                      |                      | | 神奈川県      | 横浜市        | 中区          |

## 歴史
- 1968年（昭和43年）
  - 7月19日 : 浅田出入口 - 東神奈川出入口開通。
  - 11月28日 : 羽田出入口 - 浅田出入口開通。
- 1972年（昭和47年）8月7日 : 東神奈川出入口 - 金港JCT開通。
- 1978年（昭和53年）3月7日 : 金港JCT - 横浜公園出入口開通。
- 1984年（昭和59年）2月2日 : 横浜公園出入口 - 石川町JCT開通により、全線開通。
- 2007年（平成19年）11月21日 : 横浜公園出口供用開始。
- 2009年（平成21年）3月29日 : 大師出入口（横浜方面）供用開始。
- 2010年（平成22年）10月20日 : 大師JCT供用開始により、(K6)川崎線と接続。
- 2023年（令和5年）5月27日 : 高速大師橋架け替え工事のため、羽田線平和島出入口 - 羽田出入口 - 大師出入口間が通行止め（6月10日まで）[2][3]。

## 交通量
24時間交通量（台）道路交通センサス
| 区間                                  | 平成17（2005）年度 | 平成22（2010）年度 | 平成27（2015）年度 |
| ------------------------------------- | ------------------ | ------------------ | ------------------ |
| 大師出入口 - 大師JCT                  | 76,917             | 86,750             | 87,763             |
| 大師JCT - 浜川崎出入口                | 76,917             | 83,130             | 85,168             |
| 浜川崎出入口 - 浅田出入口             | 76,917             | 76,207             | 74,056             |
| 浅田出入口 - 汐入出入口               | 76,917             | 94,726             | 90,746             |
| 汐入出入口 - 生麦JCT                  | 76,917             | 88,216             | 82,973             |
| 生麦JCT - 生麦出入口                  | 76,917             | 78,056             | 77,653             |
| 生麦出入口 - 守屋町出口               | 76,917             | 78,056             | 77,653             |
| 守屋町出口 - 子安出入口               | 76,917             | 77,405             | 76,863             |
| 子安出入口 - 東神奈川出入口           | 76,917             | 77,948             | 89,876             |
| 東神奈川出入口 - 金港JCT              | 76,917             | 77,529             | 74,936             |
| 金港JCT - 横浜駅東口出入口            | 66,393             | 62,906             | 55,891             |
| 横浜駅東口出入口 - みなとみらい出入口 | 66,393             | 65,312             | 58,835             |
| みなとみらい出入口 - 横浜公園出入口   | 66,393             | 58,654             | 50,679             |
| 横浜公園出入口 - 石川町JCT            | 66,393             | 47,070             | 39,538             |

（出典：「平成22年度道路交通センサス」・「平成27年度全国道路・街路交通情勢調査」（国土交通省ホームページ）より一部データを抜粋して作成）
- 令和2年度に実施予定だった交通量調査は、新型コロナウイルスの影響で延期された[4]。

## 備考

### 所管警察
- 神奈川県警察高速道路交通警察隊東神奈川連絡所 : 石川町JCT - 都県境[5]
- 警視庁高速道路交通警察隊新富分駐所 : 都県境 - 首都高速1号羽田線接続部[6]